# Geschichte der Arbeitersportbewegung
Als Arbeitersport wird eine sozialistisch geprägte Sportbewegung bezeichnet, die in Deutschland von 1893 bis 1933 existierte. Die älteste Arbeitersportbewegung entstand in der Schweiz (SATUS) 1874. Die erste internationale Arbeitersportorganisation wurde 1913 in Gent gegründet, 1920 und 1946 nach den Weltkriegen wiedergegründet. Von 1921 bis 1937 existierte neben dieser sozialdemokratischen Organisation mit der Roten Sportinternationale auch ein kommunistisch ausgerichteter Dachverband des internationalen Arbeitersports. 1931 trieben über 2 Millionen Menschen Sport in den verschiedenen europäischen Arbeitersportverbänden.

## Entstehung
Als eine der wichtigsten Voraussetzungen für die Entstehung der Arbeitersportbewegung ist die ökonomische Entwicklung im 19. Jahrhundert zu kennzeichnen. Die Arbeitsleistung und die damit zusammenhängende Produktivität wurde nicht durch eine Arbeitszeitverlängerung verbessert, sondern durch bestimmte Rationalisierungsmaßnahmen, die die Produktionsmethoden in den unterschiedlichen Betrieben betrafen. Durch diese Vereinfachung der Arbeit nahm die Freizeit der Arbeiter zu und es wurde die Gründung von Arbeiter-Turn- und Sportverbänden ermöglicht. Die ersten Arbeitersportorganisation entstand 1874 in der Schweiz. Sie war allerdings noch stärker von Handwerkern als von Arbeitern geprägt. Im Zuge der von Bismarck erlassenen Sozialistengesetze radikalisierte sich auch die Einstellung der Deutschen Turnerschaft, aus der nun viele sozialdemokratische Sportler aus politischen Gründen ausgeschlossen wurden. Demzufolge waren diese Menschen dazu gezwungen sich einen eigenen Rahmen zu schaffen, in dem sie ihren Sport organisierten. Der Beitritt zu den in der Regel in dieser Zeit noch exklusiven Sport-Clubs war als Alternative nicht möglich, da sich die Sportler gegenüber der Arbeiterschaft sozial abgrenzten bspw. durch hohe Aufnahmegebühren, teure Sportkleidung und -utensilien sowie ein Bürgensystem für die Aufnahme. Die Möglichkeiten zur Gründung eigener Vereine und Organisationen war für die Sozialisten jedoch erst mit dem Fall der Sozialistengesetze im Jahre 1890 zu realisieren. So kam es 1893 zur Gründung des Arbeiter-Turnbundes (ATB) in Gera.
Aufgrund der steigenden Intensität und des Tempos der Arbeit entwickelten die Arbeiter ein gewisses Gesundheitsbewusstsein, in dem sich auch die Notwendigkeit der Körperkultur äußerte. Des Weiteren führte die zunehmende Mechanisierung der Arbeit zu einem Verlangen nach Ausgleich, welches in Turn-, Sport- und Wandervereinen gestillt wurde. Viele Arbeiter begaben sich unter dem Motto "Flucht in die Natur" ins Freie. Jedoch machten sich bei den Arbeitern auch Zweifel breit, da sie befürchteten, ihre politischen und gesellschaftlichen Pflichten durch den Sport zu vernachlässigen.

## Die Arbeiterturnbewegung im Wilhelminischen Kaiserreich
Mit der Gründung des ATB und den dadurch folgenden zahlreichen kleineren Vereinsgründungen wurde die Arbeiterturnbewegung anfangs von den sozialdemokratischen Parteien kritisiert. Die Mitglieder der Arbeitersportvereine wurden dazu angehalten, sich stärker auf die Politik zu konzentrieren. Weiterhin wurde die Arbeitersportbewegung nicht von den sozialistischen Parteien beachtet, da sie dafür verantwortlich gemacht wurde, die Sozialdemokraten untereinander zu zersplittern. Dies wurde 1907 von Karl Frey in seiner "Streitschrift" beklagt, sodass sich die SPD danach mehr mit dem Arbeitersport auseinandersetzte. Des Weiteren bewegte die "Streitschrift" die SPD zu der Stellungnahme, dass Sozialisten nicht Mitglieder in der DT sein könnten, was die Menschen zu einem Beitritt in den ATB bewegen sollte. Trotzdem kann bis zum Ersten Weltkrieg nicht von einer organisierten Zusammenarbeit zwischen SPD und den Arbeitersportorganisationen gesprochen werden.
Die Entwicklung der Arbeitersportbewegung im Wilhelminischen Kaiserreich wurde vor allem von den staatlichen Repressionen gegen den Arbeitersport geprägt. Von Beginn an behandelte die wilhelminische Justiz die Bewegung als sozialistische Organisation. Provoziert durch Berichte über zahlreiche Mitgliederwechsel von der DT zum ATB, wurden von Seiten der DT verwaltungstechnische Maßnahmen sowie Denunziationen über sozialistische Aktivitäten in den Arbeitersportvereinen vorgenommen. Dies führte zu Vereinsauflösungen, polizeilichen Überwachungen, Anforderung von Mitgliederlisten der Arbeitersportvereine und einem Verbot der Mitgliedschaft Minderjähriger in diesen, sodass einige Vereine die Hälfte ihrer Mitglieder verloren.
Das Jugendturnen wurde im Rahmen dieser Unterdrückungsmaßnahmen besonders oft angegriffen, da man den Einfluss der sozialistischen Politik auf die Kinder und Jugendlichen fürchtete. 1908 wurde das Reichsvereinsgesetz verabschiedet, das unter anderem Jugendlichen unter 18 Jahren im gesamten Reich die Zugehörigkeit zu politischen Vereinen verbot. Als Reaktion auf die Verabschiedung des Reichsvereinsgesetzes zeigte sich Fritz Wildung, der ehemalige Redakteur der Arbeiter-Turn-Zeitung selbst an, woraufhin er ein Reichsgerichtsurteil erkämpfte, was die Arbeiterturnbewegung nicht mehr als politisch ansah.
Im Jahre 1912 wurden umfassendere Repressionsmaßnahmen gegen die Arbeitersportbewegung eingeleitet, die auf den großen politischen Erfolg der Sozialdemokraten und die steigende Zahl von Arbeiterturn- und sportvereine reagierten. In Folge dieser neuen Welle von Unterdrückungsmaßnahmen wurden sozialistische Jugend- und Sportvereine als politisch betrachtet, Veranstaltungen von Jugendausschüssen von der Polizei überwacht und Versammlungen gewaltsam aufgelöst. Die Arbeitersportbewegung wurde besonders stark von den Repressionen getroffen, da die Sozialisten mit der Organisation des Sports in Arbeitersportvereinen in ein Gebiet vortraten, das sonst immer die konservativen Staatsvertreter beherrschten. Dennoch konnten die Mitgliederzahlen in den Arbeitersportvereinen einen stetigen Anstieg verzeichnen, allerdings nie in dem Maße der bürgerlichen Sportbewegung, woran die Unterdrückungsmaßnahmen des wilhelminischen Staats einen erheblichen Anteil hatten.
Im selben Jahr schlossen sich die Arbeiterturn- und -sportverbände außerdem zur Zentralkommission für Sport und Körperpflege zusammen, die den Arbeitersport gegenüber den staatlichen Behörden vertreten sollte. Die Organisation entfaltete sich allerdings erst in der Weimarer Republik zu voller Größe.
Obwohl die Arbeitersportbewegung oft als eine Gegenströmung zum Vaterland angesehen wurde und somit auch nicht mit finanzieller Unterstützung vom Staat rechnen konnte, setzten sich die Arbeitersportler mit dem Beginn des Ersten Weltkrieges auch für die Verteidigung des deutschen Vaterlandes ein. Zusammenfassend lässt sich somit zu der Entwicklung des Arbeitersports in der wilhelminischen Kaiserzeit sagen, dass die Bewegung aufgrund der umfassenden Unterdrückungsmaßnahmen oftmals aus einer defensiven Position handeln musste. Weiterhin strebte die Arbeitersportbewegung nicht nach revolutionären Maßnahmen, sondern wohl eher nach Anpassung und Gleichberechtigung.

## Die Spaltung des Arbeitersports in der Weimarer Republik

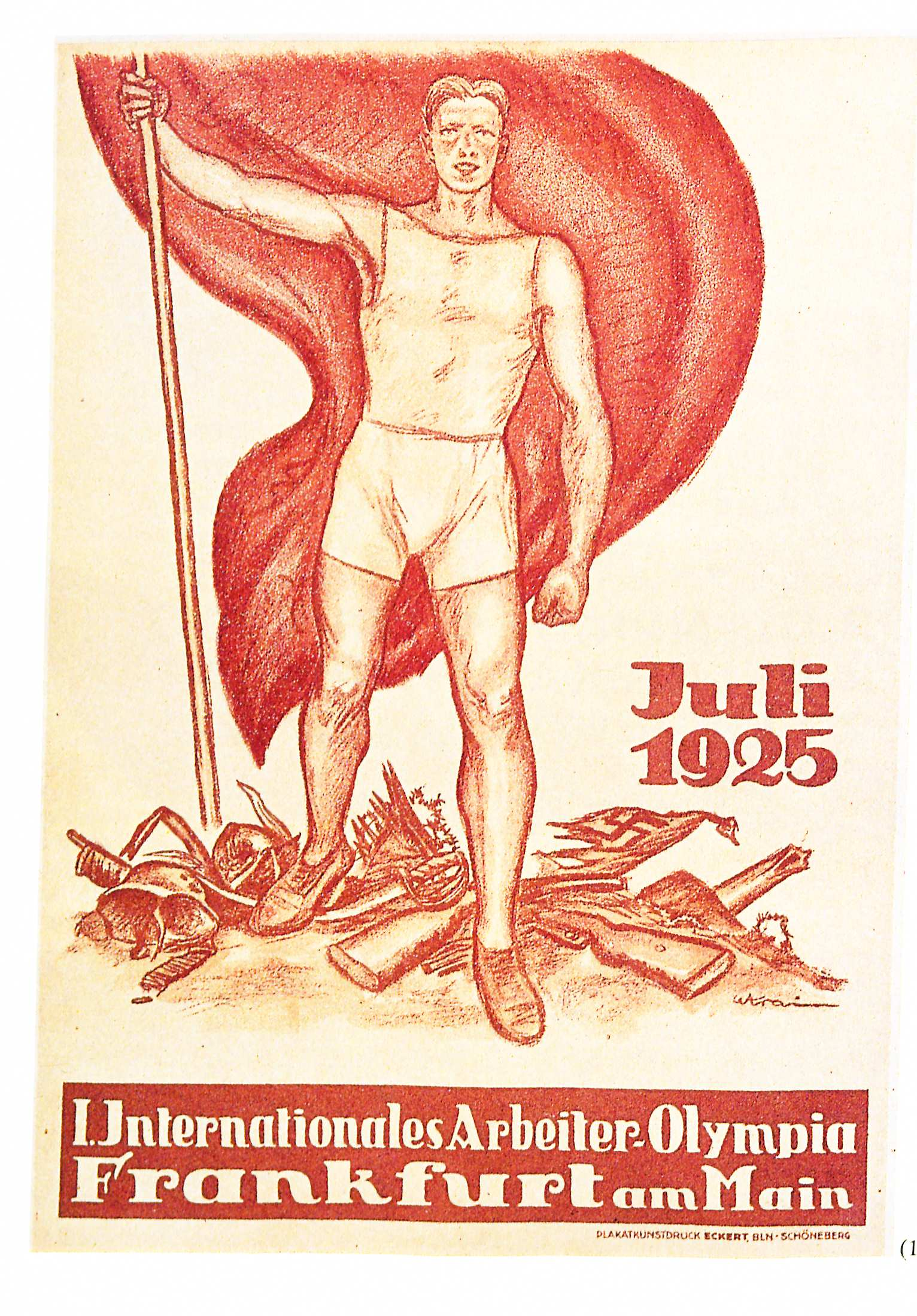
Willibald Krain: Plakat für die 1. Internationalen Arbeiterolympiade 1925 in Frankfurt am Main.

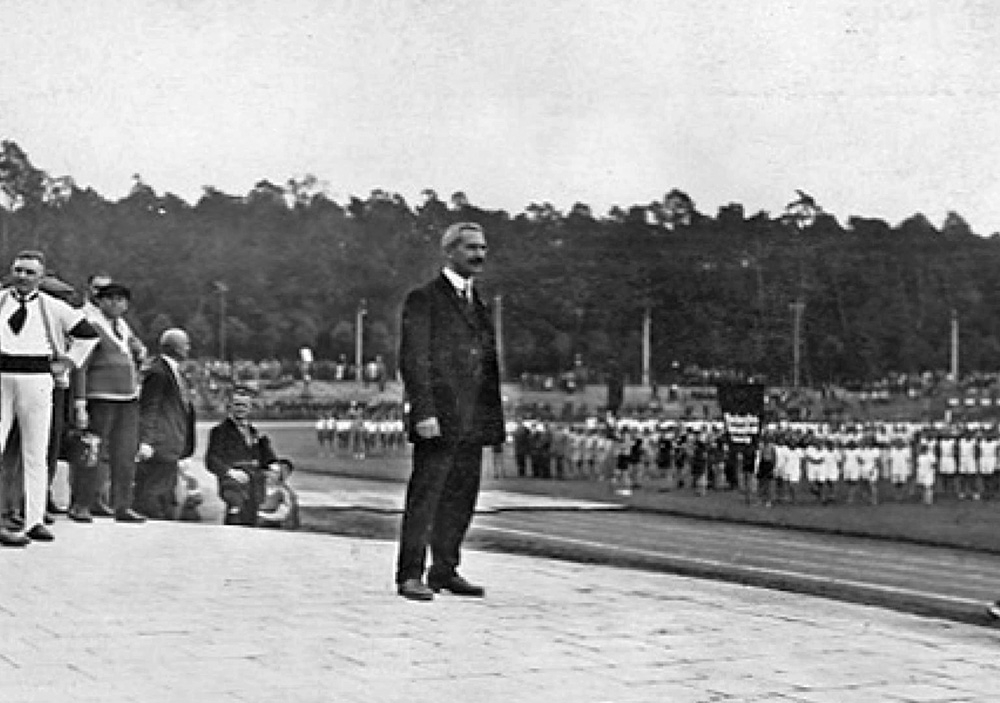
Georg Benedix bei der Eröffnung der 1. Internationalen Arbeiterolympiade 24.–28. Juli 1925 in Frankfurt am Main.

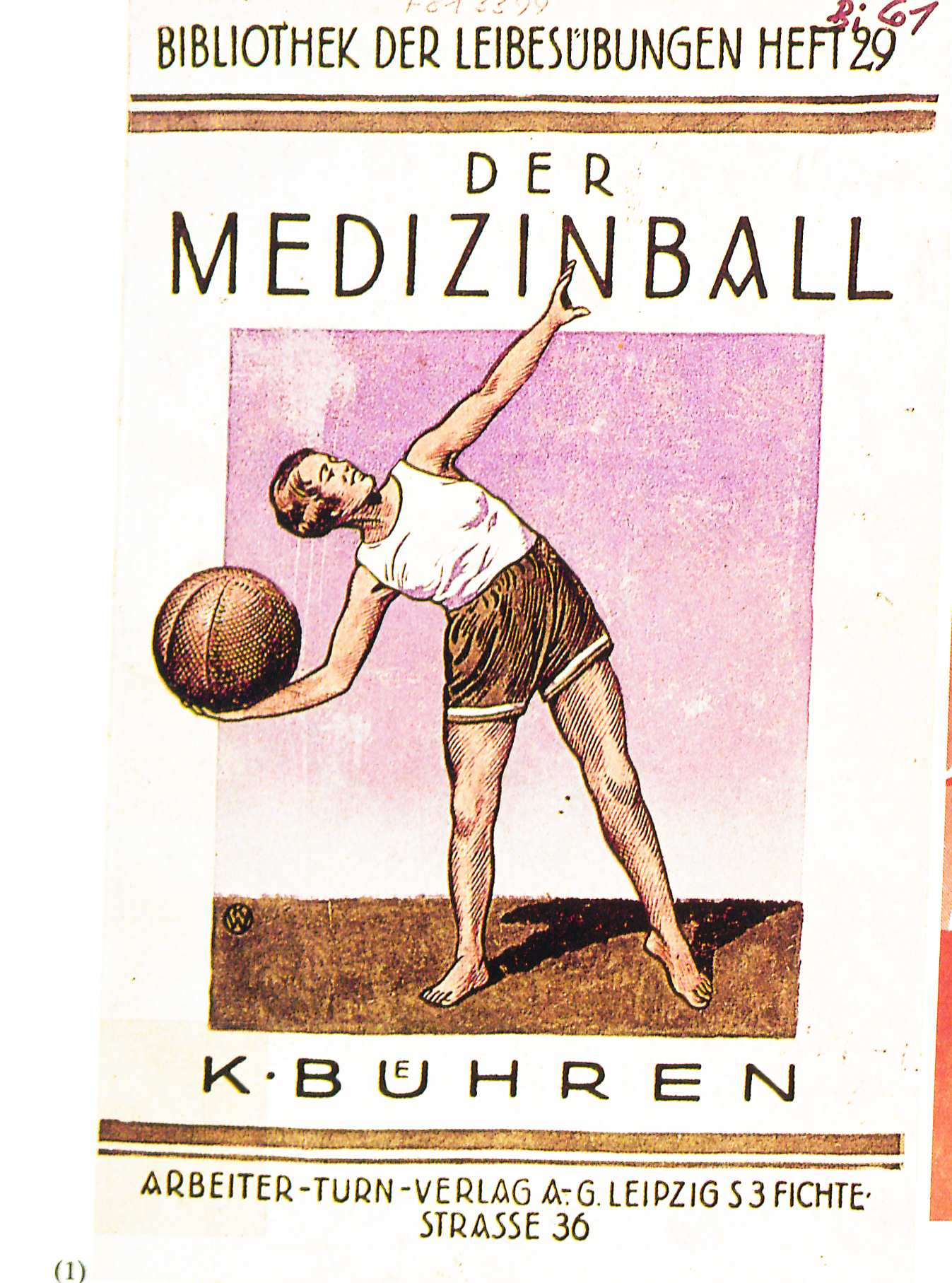
Karl Bühren: Der Medizinball im Arbeiter-Turn-Verlag 1928

Die Geschichte der Arbeitersportbewegung ist zur Zeit der Weimarer Republik weitestgehend von internen Differenzen und Spaltungstendenzen geprägt. Zuerst vollzog sich in den Jahren 1918 bis 1919 allerdings die Wandlung vom ATB zum Arbeiter-Turn- und Sportbund (ATSB). Mit der Umbenennung der Institution wurden dem Turnen nun auch Spiele und somit ebenfalls Wettkämpfe angegliedert.
Natürlich wurde nach dem Ersten Weltkrieg auch die Entwicklung in der Arbeitersportbewegung von der Frage nach der zukünftigen Staatsform in Deutschland geprägt. Der Vorstand des ATSB vertrat hierbei vorerst die Meinung, noch nicht aktiv zu handeln, da die Frage um die zukünftige Staatsform noch nicht geklärt sei. Somit sollte eine parteipolitische Neutralität beibehalten werden, die zu einer Einheit der Arbeitersportbewegung beitragen sollte. Im Gegensatz dazu entwickelten sich dennoch Strömungen im Arbeitersport, die sich für ein aktives und revolutionäres Handeln der gesamten Arbeitersportbewegung einsetzten. Der Schwerpunkt dieser revolutionären Bewegung befand sich in Berlin. Treibend war vor allem der Verein TV Fichte, der höhere Positionen im Verein nur Mitgliedern der KPD und USPD zusprach. Dies stellte einen klaren Gegensatz zur, vom ATSB geforderten, parteipolitischen Neutralität dar, wodurch die Einheit des ATSB indirekt in Frage gestellt wurde. Anhand dieser gegensätzlichen Bestrebungen ist eine ideologische Spaltung in ein revolutionär-kommunistisches und reformerisch-sozialdemokratisches Lager entstanden.
Auf dem Bundestag des ATSB in Leipzig 1919 bekannte dieser sich zu den vorrangigen Zielen Klassenkampf und Sozialismus, jedoch war der Weg, wie diese Ziele erreicht werden sollten, stark umstritten. Dies resultierte aus dem unterschiedlichen Verständnis in Bezug auf den Sozialismus. Während die revolutionäre Opposition eine proletarische Diktatur forderte, entschied sich die Mehrheit im ATSB für die parteipolitische Neutralität, die nach Meinung der Revolutionäre jedoch nichts zum Sozialismus beitrage. Neben den Gegensätzen gab es allerdings auch Tagungspunkte, bei denen eine Einigkeit in der Arbeitersportbewegung herrschte. Hierzu zählten die wieder aufkeimende Bekämpfung des bürgerlichen Sports und die Verstärkung des Kinder- und Jugendsports.
Die inflationäre Entwicklung in der Weimarer Republik sowie der Bedeutungszuwachs der KPD verstärkte unter anderem auch die Spaltungstendenzen in der Arbeitersportbewegung. Am 15. und 16. Januar 1921 fand in Jena ein Kongress der Zentralkommission für Sport und Körperpflege statt. Auf diesem wurde auch die Stellung der Arbeitersportbewegung zu den staatlichen Institutionen thematisiert. Hierbei akzeptierte die Mehrheit die parlamentarisch-demokratische Regierung und wollte sich bei der Mitarbeit in staatlichen Einrichtungen beteiligen. Dennoch herrschte auf dem Jenaer Kongress ein aggressives Klima zwischen den gegensätzlichen Lagern und die revolutionäre Opposition bekam mehr Zuspruch als zuvor.
Bei dem anschließenden Münchener Kongress des ATSB hatten sich die ideologischen Kämpfe ein wenig beruhigt, die Diskussion über den richtigen Weg zum Sozialismus bestand jedoch weiterhin. Das 1922 veranstaltete Bundesfest des ATSB stellte einen ersten Höhepunkt in der Geschichte der Arbeitersportbewegung dar und wurde ein großer Erfolg. In den folgenden Jahren hatte der ATSB aber stark mit der wirtschaftlichen Lage in Deutschland zu kämpfen und die Inflation machte ihm schwer zu schaffen, sodass die Vereinigung einen Verlust von 100.000 Mitgliedern zu verzeichnen hatte.
Die vom 24. bis 28. Juli 1925 durchgeführte 1. Arbeiterolympiade in Frankfurt stellte für die deutsche Arbeitersportbewegung einen großartigen Erfolg dar. Unter dem Leitmotiv "Nie wieder Krieg" traten Arbeitersportler aus den Ländern England, Finnland, Tschechoslowakei, Schweiz, Lettland, Österreich, Belgien, Palästina, Polen, Frankreich und Deutschland zu sportlichen Wettkämpfen in den Disziplinen Leichtathletik, Fußball, Schwimmen, Schwerathletik, Radsport, Turnen, Turnspielen, Rudern und Schießen an. Ergänzt wurde das Programm durch sportliche Freiübungen. Im Endeffekt gelang der deutschen Arbeitersportbewegung die hervorragende Verknüpfung von Kultur, Wissenschaft und Sport sowie die Einbindung von Kindern und Frauen in die Arbeitersportolympiade. Weiterhin kann die Demonstration der internationalen Solidarität in der Arbeitersportbewegung hervorgehoben werden, die für mehr Selbstvertrauen bei den deutschen Arbeitersportlern sorgte.
In den Jahren 1925–1927 erfolgte eine intensivere Zusammenarbeit zwischen den beiden ideologischen Strömungen in der Arbeitersportbewegung. Auf dem Bundestag des ATSB in Hamburg im Jahre 1926 wurde der Beschluss gefasst, dass jeder Arbeitersportler ein Mitglied der KPD oder SPD sein sollte. Dies kommt einer formalen Angleichung der beiden Parteien innerhalb des Arbeitersports gleich und verringerte für kurze Zeit das Konfliktpotential. Die Entwicklungen im internationalen Verkehr der Arbeitersportbewegungen ließen die alten Konflikte jedoch schnell wieder aufflammen. Mit dem Abbruch der Sportbeziehungen des ATSB zu der Sowjetunion im Sommer 1927 und dem Bekenntnis der Luzerner Superinternationale (LSI) zur Sozialdemokratie wurden die Auseinandersetzungen wieder fortgeführt und man warf sich gegenseitig vor, die Spaltung der Arbeitersportbewegung im Sinne zu haben.
Der 16. Bundestag des ATSB in Leipzig, vom 23. bis 26. Juni 1928 stand ganz im Zeichen der bevorstehenden Spaltung. Letztendlich wurden folgende Beschlüsse gefasst, die diese besiegelten:
1. Verbot der Teilnahme an Sportveranstaltungen der Sowjetunion
2. Abbruch der Beziehungen zur KPD und deren Institutionen
3. Berechtigung des Bundesvorstands des ATSB, in eigener Verantwortung Ausschlüsse vorzunehmen.

Besonders der letzte Punkt der Beschlüsse wurde vom Bundesvorstand des ATSB ausgenutzt. Die Zentralkommission für Sport und Körperpflege folgte den Beschlüssen, wodurch die Spaltung auch in andere Arbeitersportorganisationen hineingetragen wurde.
Nach der Spaltung in der deutschen Arbeitersportbewegung gründeten die ausgeschlossenen Mitglieder und Vereine am 26. Mai 1929 die „Interessengemeinschaft zur Wiederherstellung der Einheit im Arbeitersport“ (IG), die den Sportbetrieb der kommunistischen Mitglieder aufrechterhalten sollte. Im Dezember 1930 wurde diese in "Kampfgemeinschaft für rote Sporteinheit" (KG) umbenannt. Diese stark an die KPD gebundene Organisation schloss sich der Roten Sportinternationale (RSI) an und nahm die Organisation der 2. Internationalen Spartakiade der RSI in Berlin 1931 in Angriff. Mit der KG gelang dem oppositionellen Flügel jedoch keine Machtübernahme des deutschen Arbeitersports, da der Anteil an kommunistischen Mitgliedern im Vergleich zu den Sozialdemokraten zu gering war. Dennoch hatten die Revolutionäre eine Reihe von Zielen, die sie mit der KG verfolgten. Hierzu zählten unter anderem die Störung der sozialdemokratischen und bürgerlichen Sportbewegung, die Stärkung der eigenen Organisation, der Kampf gegen die Werksportvereine sowie die Erstellung einer deutschlandweiten roten Arbeiterzeitung. Weiterhin bereitete sich die KG auf die Sparkiade vor, die vom 4. bis 12. Juli 1931 in Berlin geplant war. Hierbei handelte es sich um ein internationales Sportfest der Roten Sportinternationale (RSI). Die Sparkiade sollte die Positionen der RSI und der KG stärken und ein konkurrierendes Sportfest zu der Arbeiterolympiade in Wien darstellen, die ebenfalls im Jahre 1931 stattfand und die so lange untersagte Wettkampfidee in den Arbeitersport einführte. Jedoch wurde die Sparkiade vom sozialdemokratischen Berliner Polizeipräsidenten verboten. Dies veranlasste die KG und KPD dazu, den Kampf gegen den sozialdemokratischen Flügel der Arbeitersportbewegung nochmals zu verschärfen. Zum Ende der Weimarer Republik nahmen die Übergriffe der Nationalsozialisten auf kommunistische Arbeitersportler stark zu, jedoch erkannten diese nicht die Nationalsozialisten als ihre Feinde, sondern glaubten daran, den Faschismus mit der Bekämpfung der Sozialdemokraten eindämmen zu können.
Auf der sozialdemokratischen Seite der Arbeitersportbewegung stellte sich die Zufriedenheit ein, von der SPD akzeptiert zu werden, da die kommunistischen Mitglieder mit der Spaltung der Arbeitersportbewegung weitgehend aus dem ATSB verschwunden waren. Mit der Gründung der „Eisernen Front“, die die sozialdemokratischen Sportverbände zum Schutz gegen nationalsozialistische Angriffe gründeten, wurde die Arbeitersportorganisation auf die gleiche Ebene mit anderen sozialdemokratischen Vereinigungen gestellt. Mit der Ablösung der sozialdemokratischen Regierung im Jahre 1932 durch Reichskanzler Franz von Papen, setzte auch die Beobachtung der sozialdemokratischen Arbeitersportvereine durch die Nationalsozialisten ein.

## Zerschlagung der Arbeitersportbewegung
Mit der Machtergreifung Hitlers und der Nationalsozialisten sah sich der ATSB gezwungen, sich selbst aufzulösen, da der Verband eine drohende Zerschlagung aufgrund des Ermächtigungsgesetzes vom 23. März 1933 nahen sah. In Folge der Selbstauflösung wandten sich die Arbeitersportvereine an den DRA, der die Mitgliedsverbände des Arbeitersports aufnehmen sollte. Dies wurde vom DRA allerdings abgelehnt, da die Organisation befürchtete, mit dieser Maßnahme ihre Ideologie zu beschmutzen. Die Folgen dieser Entwicklungen zeigten sich in der Ausgrenzung sozialistischer Wandergruppen sowie in dem Verbot zur Übernahme von sozialistischen Vereinen in andere Verbände. Dieses Verbot wurde von der Deutschen Turnerschaft (DT) ausgesprochen. Weiterhin wurde festgelegt, dass ehemalige sozialistische Einzelmitglieder bei einem Wechsel in den bürgerlichen Sport die Satzung der Deutschen Turnerschaft bedingungslos anerkennen müssen.
Da die bürgerlichen Verbände zur Zufriedenheit des Reichssportkommissars handelten, bestand vorerst nicht die Notwendigkeit in die Auflösung des Arbeitersports eingreifen zu müssen. Die Auflösung der Arbeitersportverbände war Aufgabe der SA, der Politischen Polizei und des Reichsministers des Inneren. Am 27. Juni 1933 wurde jedoch ein Runderlaß an die Landesregierungen getragen, der den Ausschluss der Klassensportverbände aus der nationalsozialistischen Vereinslandschaft beinhaltete. Das Vermögen der zerschlagenen Verbände wurde beschlagnahmt und ab dem 14. Oktober 1933 sollte dieses für sportliche Maßnahmen verwendet werden.
Weiterhin herrschten ab dem 1. Oktober 1933 strenge Vorschriften für die Aufnahme von Marxisten als Einzelmitglieder in die bürgerlichen Sportverbände. Es musste ein polizeiliches Führungszeugnis sowie eine eidesstattliche Erklärung vorgelegt werden. Zusätzlich sollten zwei Mitglieder des nationalen Sportverbandes eine Bürgschaft für das Neumitglied leisten. Im Gegenzug leisteten ehemalige Kommunisten innerhalb der Vereine Widerstand, mussten diesen jedoch wegen Zugriffen der Geheimen Polizei ins Ausland verlagern. Hier entwickelte sich der Arbeitersport fort.
Nach dem Zweiten Weltkrieg entstand die Internationale Arbeitersport Organisation von Neuem, allerdings beteiligte sich aus Deutschland nur noch der Rad- und Kraftfahrerbund Solidarität.

## Ideologie des Arbeitersports
Der Arbeitersport legte im Rahmen der Entwicklung der sozialistischen Klassenbewegung Formen und Auffassungen des proletarischen Sports an den Tag. Die Entwicklung der Arbeitersportbewegung steht somit in einer Beziehung zur Entfaltung des sozialistischen Proletariats.

### Erziehungsaufgaben des Arbeitersports
Die sozialistische Arbeiter-Sportinternationale (SASI) formulierte 1929 folgende Erziehungsaufgaben für den Arbeitersport:
1. Die Arbeiter-Turn- und Sportbewegung ist ein Teil der allgemeinen Arbeiterbewegung und soll die Arbeiterklasse von der kapitalistischen Herrschaft befreien und eine neue Gesellschafts- und Wirtschaftsordnung mithilfe des Sozialismus errichten.
2. Arbeiter-Turner- und Sportler haben der politischen, gewerkschaftlichen und genossenschaftlichen Arbeiterbewegung anzugehören. Diese stellt die Voraussetzung sowie Grundlage für die Arbeitersportbewegung dar.
3. Ziel der Arbeitersportbewegung ist der körperliche, geistige und moralische Aufstieg der Arbeiter sowie die Mitarbeit an der sozialistischen Kultur, der Pflege des internationalen Sozialismus und der Förderung der Kampfbereitschaft gegen internationale Reaktionen.
4. Diese Ziele sollen durch körperliche und geistige Erziehung erreicht werden. Der Mensch wird als Individuum angesehen, wodurch die körperliche und geistige Erziehung nicht zu trennen ist.
5. Die körperliche Erziehung soll Schäden in körperlicher Gesundheit beheben, die durch den Kapitalismus verursacht wurden und sich zum Gesundheitssport der Massen entwickeln. Die damit verbundene Erhöhung der körperlichen Beweglichkeit, Leistungsfähigkeit, zielt auf die Schönheit der Gestalt ab.
6. Die körperliche Ertüchtigung soll auch mit sozialistischem Denken, Fühlen und Handeln verknüpft werden. Weiterhin soll eine Erziehung zu Klassengefühl, Solidarität, Disziplin und Opferbereitschaft durchgeführt werden.[28]

## Konflikte zwischen Arbeitersport und Bürgerlichem Sport
Zwischen der Arbeitersportvereinigung und dem bürgerlichen Pendant entwickelte sich ein unausweichlicher Konflikt, was vor allem aus den unterschiedlichen politischen und Sportauffassungen resultierte. Die Arbeiter-Turn- und Sportbewegung bestand aus klassenbewussten Arbeitern und wurde von sozialistischen Werten getragen. Dazu gehörten beispielsweise der Klassenkampf zum Aufbau einer sozialistischen Gesellschaft sowie konkrete Gedanken um die Solidarität. Auf Grundlage dieser Merkmale der Arbeitersportbewegung kann diese als eine politische Turn- und Sportbewegung bezeichnet werden. Im Gegensatz dazu fanden sich in bürgerlichen Sportverbänden Angehörige aller Schichten zusammen und trieben dort Sport, sodass insgesamt mehr Arbeiter in bürgerlichen Sportvereinen organisiert waren als in denen der Arbeitersportbewegung. Weiterhin repräsentierte der Bürgerliche Sport nach außen eine politische Neutralität und kämpfte gegen eine Differenzierung der Menschen in Klassen. Dem Bürgerlichen Sport kam zugute, dass er gute Beziehungen zur Politik pflegte, sodass die Chancen für eine staatliche Förderung weitaus höher lagen als für die Arbeitersportvereinigung.
Diese ideologischen Gegensätze führten zu Vorwürfen gegen den Bürgerlichen Sport von Seiten der Arbeitersportbewegung, dass die bürgerlichen Sportverbände die Klassengegensätze lediglich hinter dem Sportbetrieb versteckten. Des Weiteren sollten die Arbeiter von ihrem Klassenkampf abgehalten werden. Für die Arbeitersportbewegung spiegelte sich der Kapitalismus eindeutig im Bürgerlichen Sport in der Form von Wettkämpfen sowie dem Streben nach Höchstleistungen und Rekorden wider. So wurde der moderne, wettkampforientierte Sport und dessen Werte vehement verurteilt. Zu den kritisierten Faktoren gehörten Erscheinungen wie der Schau- und Sensationssport, Profitum, der Individualismus des bürgerlichen Sports sowie die Tatsache, dass von der zunehmenden Kommerzialisierung auch der Sport erfasst wurde. Mit einem Verbot der Doppelmitgliedschaft in bürgerlichen und Arbeitersportvereinen sollten die Arbeiter zum Austritt aus den bürgerlichen Verbänden bewegt werden.
Ein weiteres bedeutendes Konfliktfeld bot sich zwischen der Arbeitersportvereinigung und der in den 1920er Jahren aufstrebenden Werksportbewegung, die aufgrund der großen Sportbegeisterung zu dieser Zeit entstand. Die Werksportvereine und -verbände wurden Mitglied des Deutschen Reichsausschusses für Leibesübungen (DRA) und hatten das Ziel, die Arbeiter stärker an den Betrieb zu binden. Mitglieder wurden in die Werksvereine gelockt, indem ihnen die Aussicht geboten wurde, innerhalb dieser sportlichen Organisationen soziale Konflikte beseitigen zu können. Die Vereinigung der Arbeitersportler sah auch in den Firmensportverbänden kapitalistisches Gedankengut, was es zu bekämpfen galt. Jedoch gelang es den Werksportvereinen, sich durch ein umfassendes Sozialprogramm zu legitimieren. Als Reaktion darauf wurde in den Reihen der sozialistischen Arbeitersportvereinigung ein starker Widerstand entfacht, der die eigentlichen Absichten der Werksportvereine aufdecken sollte: Leistungs- und Profitsteigerung.
Im Jahre 1927 erließ Reichswehrminister Otto Geßler ein Verbot für die Angehörigen der Reichswehr, denen es von nun an nicht mehr gestattet war, Mitglieder des ATSB zu sein, da dieser als eine politische Organisation angesehen wurde. Folglich wurde 1930 die Zentralkommission für Sport und Körperpflege ebenfalls als politischer Verbund stigmatisiert, womit sich der Konflikt zwischen bürgerlichen Verbänden und Arbeitersport weiterhin verschärfte. Die Gründung des Reichskuratoriums für Jugendertüchtigung im Jahre 1932 zeigt die Spaltung zwischen Bürger- und Arbeitersport deutlich auf. Dieses neue Gremium war offen für alle Verbände, auch für politische Gruppen, die allerdings staatstragend sein mussten. Während neben den politischen Kampfverbänden, wie der SA und dem Reichsbanner auch der DRA und die konfessionellen Sportverbände im Reichskuratorium für Jugendertüchtigung vertreten waren, distanzierte sich der ATSB.
In anderen Ländern, vor allem in Finnland und (ab 1934) in Frankreich waren die politischen und ideologischen Gegensätze zwischen dem Arbeitersport und dem bürgerlichen Sport jedoch deutlich geringer. Die internationale kommunistische Arbeitersportbewegung bemühte sich ab 1935, im Gefolge der Volksfront-Politik der Komintern, verstärkt um Kooperationen mit dem bürgerlichen Sport.
- Hilde Barisch: Sportgeschichte aus erster Hand. Richterdruck, Würzburg 1971, ISBN 3-401-03593-2.
- Hajo Bernett: Der Weg des Sports in die nationalsozialistische Diktatur. Die Entstehung des Deutschen (Nationalsozialistischen) Reichsbundes für Leibesübungen. (Beiträge zur Lehre und Forschung im Sport, Band 87). Karl Hofmann, Schorndorf 1983, ISBN 3-7780-4871-6.
- Hajo Bernett: Die Auseinandersetzung mit dem bürgerlichen Sport. In: Hans Joachim Teichler, Gerhard Hauk: Illustrierte Geschichte des Arbeitersports. Dietz, Berlin / Bonn 1987, ISSN 0522-6880
- Erich Beyer: Sport in der Weimarer Republik. In: Horst Ueberhorst: Geschichte der Leibesübungen. Band 3/2. Bartels und Wernitz, Berlin / München / Frankfurt am Main 1981, ISBN 3-87039-054-9.
- Diethelm Blecking: Arbeitersport in Deutschland 1883–1933. Dokumentation und Analysen. Prometh, Köln 1983, ISBN 3-922009-60-3.
- Herbert Dierker: Arbeitersport im Spannungsfeld der Zwanziger Jahre. Sportpolitik und Alltagserfahrungen auf internationaler, deutscher und Berliner Ebene. Klartext, Essen 1990, ISBN 3-88474-139-X.
- Herbert Dierker: "Größter Roter Sportverein der Welt". Der Berliner Arbeitersportverein Fichte in der Weimarer Republik. In: Hans Joachim Teichler, Gerhard Hauk: Illustrierte Geschichte des Arbeitersports. Dietz, Berlin / Bonn 1987, ISBN 3-8012-0127-9.
- André Gounot: Les mouvements sportifs ouvriers en Europe (1893-1939). Dimensions transnationales et déclinaisons locales, Presses universitaires de Strasbourg, 2016.
- Franz Nitsch: "Wir erlebten, wie Frieden sein kann". Die 1. Internationale Arbeiter-Olympiade 1925. In: Hans Joachim Teichler, Gerhard Hauk: Illustrierte Geschichte des Arbeitersports. Dietz, Berlin / Bonn 1987, ISBN 3-8012-0127-9.
- Hans-Joachim Teichler: Arbeitersport als soziales und politisches Phänomen im wilhelminischen Klassenstaat. In: Horst Ueberhorst (Hrsg.): Geschichte der Leibesübungen. Leibesübungen und Sport in Deutschland von den Anfängen bis zum Ersten Weltkrieg. Band 3/1. Bartels und Wernitz, Berlin / München / Frankfurt am Main 1980, ISBN 3-87039-036-0.
- Helmut Wagner: Sport und Arbeitersport. Pahl-Rugenstein, Köln 1973, ISBN 3-7609-0121-2.
- Arbeiterfußball in Berlin und Brandenburg 1910–1933. Arete, Hildesheim 2015, ISBN 978-3-942468-49-7 (mit Beiträgen von Rolf Frommhagen, Werner Skrentny u. a.).